# التل (فلسطين)
التلّ هي قرية فلسطينية مهجّرة منذ عام 1948. تبعد قرية التلّ 14 كم شمال شرق مدينة عكا. هجرت ودمرت بالكامل وتحول أهلها إلى لاجئين. بلغ عدد سكان القريّة في عام 1998 ما يقارب 2137 نسمة.

## القرية قبل عام 1948
كانت القرية، وهي توأم لقرية النهر، تقع على رابية رملية قليلة الارتفاع في القسم الشمالي الشرقي من السهل الساحلي في منطقة الجليل. كان الطريق العام الذي يربط ترشيحا ومستعمرة نهاريا بعكا يمر عبر القرية. كانت التل وتوأمها النهر مبنيتين على أنقاض موقع يعود تاريخه إلى القرن الثامن عشر قبل الميلاد.
وفي أواخر القرن التاسع عشر كان عدد سكان التل 200 نسمة تقريبا وكان سكانها يطحنون الحبوب في طاحونة تديرها المياه بالقرب من القرية كما كانوا يزرعون الزيتون والرمان والتوت. كانت القرية على شكل مستطيل يمتد من الجنوب الشرقي إلى الشمال الغربي، كانت منازلها مبنية بشتى أنواع المواد منها الحجارة والاسمنت والطوب والاسمنت المسلح، كانت البيوت متقاربة بعضها من بعض. معظم سكان القرية كانوا من المسلمين وكانت الزراعة وتربية الحيوانات أهم مصادر العيش فيها.

## احتلال القرية
احتُلت قرية التلّ خلال المرحلة الثانية من عملية «بن عمي» في 20-21 أيار \ مايو 1948.
واجهت القرية المصير ذاته الذي واجهته قرى الجليل الغربيّ حين هاجمها لواء «كرملي». دمّرت فرق الهندسة التابعة «للهجاناه» معظم هذه القرى تدميرًا تامًا بعد سقوطها في أيدي القوّات الصهيونيّة، تنفيذًا لأوامر قائد اللواء «موشيله كرمل» وكي لا يعود سكان القريّة إليها.

## القرية اليوم
يغطي حطام المنازل الحجرية والأعشاب البرية الموقع. لا يزال منزل حجري واحد قائمًا لكن واجهته مفقودة ويوشك أن ينهار. ينمو على المنحدرات الجنوبية للموقع نبات الصبار وأشجار التين. ثمة أربعة قبور رومانية وبيزنطية يمكن أن تميزها من غيرها في المقبرة التي تقع على المنحدرات الشمالية وتنتصب وسطها شجيرة شوك المسيح. أدت التنقيبات مؤخرا إلى العثور على عدة قبور أثرية وحوّل المكان إلى موقع أثري.
لا توجد مستعمرات إسرائيلية على أراضي القرية. ثمة بعض المنشآت العامة التابعة لشركة المياه «ميكوروت» بالقرب من الموقع.

## وصلات خارجية
- التل ترحب بكم